# AbiWord
AbiWord és un programa processador de textos de programari lliure, multiplataforma amb llicència GPL. Anteriorment era un producte comercial de l'empresa SourceGear, que va alliberar el codi després a un equip de desenvolupadors voluntaris. Abiword es caracteritza per una interfície senzillea i els baixos requisits tècnics que permeten utilitzar-lo en equips considerats ja obsolets. AbiWord té filtres d'importació o exportació de documents des del format nadiu a XML, OpenOffice, RTF, HTML, Microsoft Word, LaTeX,  PalmDOC i OpenDocument.

## Història
Com la major part dels projectes de codi obert, Abiword començà com una catedral, però es va convertir a poc a poc en un basar. AbiWord és part d'un gran projecte conegut com a AbiSource, que va ser iniciat per la Corporació SourceGear.
SourceGear alliberà el codi font al voltant de 1998 i ràpidament es va formar una comunitat de desenvolupadors entorn d'aquest, ambdós treballaren en conjunt fins que l'any 2000 SourceGear va abandonar el projecte en el qual havia participat durant dos anys, i el mateix passà a ser un projecte mantingut exclusivament per una comunitat de voluntaris liderats per Dom Lachowicz.
La comunitat de desenvolupadors voluntaris ha continuat des de llavors millorant la qualitat d'AbiWord. La versió 1.0 va ser llançada a l'abril de 2002, fins a la versió 3.0.6 de novembre 2024.

## Desenvolupament
El projecte AbiWord és un projecte liderat per grups de voluntaris de tot el món, on les noves versions apareixen freqüentment, pel que es pot dir aquest model de desenvolupament és estil Basar.
Els projectes a l'estil basar són, sens dubte, un dels més altruistes des d'un punt de vista ètic, ja que es realitzen sense suport financer i amb el pur voluntariat. La motivació principal dels col·laboradors d'aquesta mena de projectes és pensar que el programari lliure és un bé comú del que tots es poden beneficiar.

## Estructures organitzatives/associatives o de decisió
Algunes vegades la presa de les decisions en els projectes de programari lliure poden semblar desorganitzades, no obstant això, darrere d'eixa careta hi ha un món organitzat i cada participant del projecte té les seues tasques assignades amb els seus respectius líders, cosa en la qual Abiword no es queda arrere.
Quan el projecte va ser alliberat, Dom Lachowicz fou triat com líder responsable de projecte per un acord entre tots els integrants, posteriorment per a cada versió de sistema operatiu (GNU/Linux, QNX, Mac OS, Windows) existeix un responsable dit "mantenidor de plataforma", la tasca del qual és fonamentalment prendre les decisions en l'àrea del projecte que tenen encarregada.
D'altra banda, els usuaris i desenvolupadors d'Abiword es comuniquen diàriament a través de les diferents llistes del projecte i via xat; setmanalment, es fa una recopilació d'allò més important que ha succeït en el desenvolupament de l'aplicació i es publica en un butlletí de notícies i tenen com finalitat que les persones es posen al dia en el desenvolupament del projecte.
Anualment, una part del grup de desenvolupadors principals i entusiastes d'Abiword es reuneix en la GUADEC que és la conferència anual de programadors de GNOME i que serveix de marc de trobada. En aquesta reunió presencial se solen acordar les funcionalitats que s'inclouran en les pròximes versions del projecte sobre la base de les idees que han anat comentant els usuaris i desenvolupadors. L'adreça del que prendrà el projecte en els pròxims mesos s'arreplega en el full de ruta que inclou també qui serà el responsable d'implementar cadascuna de les noves funcionalitats.
Cal esmentar que els usuaris ocupen un paper molt important en la direcció que pren el projecte, ja que aquests poden votar quins errors volen que siguen corregits primer, així mateix poden proposar noves funcionalitats, i poden reportar qualsevol problema que tinguen perquè els desenvolupadors ho tinguen documentat i ho puguen corregir en les pròximes versions del programa.

## Indústria relacionada
Al principi, AbiWord ho començà a desenvolupar l'empresa SourceGear en l'any de 1998. La idea de la companyia era crear un paquet ofimàtic complet de programari lliure multiplataforma i crear una comunitat al voltant del projecte que els ajudara a crear el producte en menys temps, tot aquesta idea sorgí a causa del fet que en aqueixos moments no existia un paquet ofimàtic que liderara el mercat, no obstant això, solament s'arribà a desenvolupar el processador de textos, ja que el desenvolupament del producte els dugué molt més temps i esforç del que ells pensaven.
Eric Sink, el fundador de SourceGear, reconeix que l'error principal de la companyia va ser intentar obtenir beneficis de la forma que ho han fet tradicionalment els venedors de programari propietari. Després de més de dos anys de desenvolupament i davant la impossibilitat de generar beneficis que aconseguiren pagar el cost de desenvolupament del producte, SourceGear va abandonar la idea d'Abiword i cedí el projecte a la comunitat de programari lliure. El servidor del projecte va ser acollit en la universitat: Universitat de Twente i avui dia continua el seu desenvolupament per un grup de voluntaris.

## Estat Actual
Abiword, com altres projectes, té sempre dues versions de l'aplicació: una estable i altra de desenvolupament. La versió estable és la qual es considera per a usuaris i a mesura que apareixen errors nous es van corregint però no s'afig cap funcionalitat nova. La versió de desenvolupament, per la seua banda, inclou també les correccions que es van efectuant i a més tota la nova funcionalitat que inclourà la pròxima versió. Amb aquest sistema, sempre tenim una versió estable per a oferir als nostres usuaris i una versió de desenvolupament que reflecteix l'adreça que prendrà el projecte per a usuaris avançats i desenvolupadors.
La versió d'Abiword 2.4.6, inclou noves millores pel que fa a suport per a importar cap al format OpenDocument, editar equacions i revisió ortogràfica. El novembre 2024 va sortir la versió 3.0.6.

## Versions
- Abiword 0.7 : 19 de maig de 1999
- Abiword 0.9 : 31 de juliol de 2001
- 1.0 va sortir 19 d'abril de 2002
- 2.0 va sortir el 15 de setembre de 2003, va afegir la possibilitat de taules als textos, notes al peu i finals.
- 2.2 va sortir el 3 de desembre de 2004, millora el suport per a taules i altres opcions.

AbiWord té un connector o plugin per tal de cercar referències de la Wikipedia sobre qualsevol paraula triada, entre molts altres.

## Radiografia
Les dades i xifres que es mostren en la taula següent ens permetran analitzar un poc més a Abiword. La versió 2.4.4 d'Abiword compta amb quasi 700 mil línies de codi font que identifica el SLOCCount, una xifra que segons el model COCOMO requeriria un esforç per a produir un programari d'aquesta grandària de 186 persona-anys. D'altra banda altra estimació que llançà el SLOCCount és la referent al mateix temps que tardaria una empresa a tenir un programari com Abiword, el qual és de 4 anys, també vam obtenir que el nombre de desenvolupadors que poden treballar en paral·lel és d'aproximadament 48, el càlcul del qual s'obté al dividir les persona-anys entre els anys.
Una vegada que sabem quant temps i quanta gent necessitem, el càlcul de costos és fàcil, per a això es pren en consideració el salari de 56.286 $/any, que és el salari terme mitjà d'un programador als Estats Units, després es multiplica eixe resultat per 2,40 que inclou qualsevol despesa extra que no siguen els programadors com per exemple: llum i telèfon, tot açò dona una suma de 25.064.613 $, uns 20.000.000. €.
| Pàgina web                                                    | http://www.abisource.com/ Arxivat 2008-08-28 a Wayback Machine. |
| Inici del projecte                                            | 1998                                                            |
| Versió actual                                                 | 2 de abril de 2002                                              |
| Línies de codi font                                           | 668.792                                                         |
| Esforç estimat de desenvolupament (persona-any / persona-mes) | 185,55 / 2.226,54                                               |
| Estimació de temps (anys)                                     | 3,9                                                             |
| Estimació del nº de desenvolupament en paral·lel              | 47,6                                                            |
| Estimació de coste                                            | $25.064.613                                                     |

Altre aspecte a esmentar són els diversos llenguatges de programació utilitzats en el desenvolupament del projecte, segons l'anàlisi realitzada amb SLOCCount, el llenguatge més utilitzat és C++, seguit d'ANSI C, shell, i en una menor proporció: llenguatge acoblador, perl, yacc, pascal, lex, sed I awk. En la taula se mostra dita informació junt amb les línies de codi i el percentatge.
| Llenguatge | Línies de codi | %      |
| ---------- | -------------- | ------ |
| C++        | 386.676        | 57,71% |
| ANSI C     | 233.840        | 34,90% |
| sh         | 41.812         | 6,24%  |
| asm        | 2.210          | 0,33%  |
| perl       | 1.938          | 0,29%  |
| pascal     | 903            | 0,13%  |
| lex        | 856            | 0,13%  |
| sed        | 284            | 0,04%  |
| awk        | 273            | 0,04%  |

### Descripció del codi
Actualment, el codi de la versió 2.4.2 és un fitxer .tar.gz que conté els següents directoris.
- abi - És el directori principal. Ací està el codi font i el script./configure per a configurar la compilació.
- abidistfiles - Clipart, diccionaris, icones i plantilles
- abipbx
- abiword-docs
- abiword-plugins
- expat
- fribidi
- libiconv - llibreria GNU per a internacionalització de textos amb Unicode
- libpng - Per a importar i exportar el format gràfic PNG
- MSVC6
- MSVC71
- pbx
- wv
- zlib

AbiWord té un afegit o plugin per a cercar la referència de Viquipèdia sobre una paraula prèviament seleccionada.